# Aufklärungsrüge
Die Aufklärungsrüge ist ein Begriff aus dem deutschen Strafprozessrecht. Der Revisionsführer erhebt hierbei im Rahmen der Revision die Rüge, der Tatrichter habe seine Verpflichtung zur vollständigen Wahrheitserforschung gem. § 244 Absatz 2 StPO (Amtsaufklärungspflicht) verletzt, weil er von sich aufdrängenden weiteren Beweismitteln keinen Gebrauch gemacht habe und deshalb zu einem möglicherweise falschen Beweisergebnis gelangt sei.

## Merkmale
Mit der Aufklärungsrüge als Verfahrensrüge muss der Rügeführer die Tatsachen angeben, die den Tatrichter zu weiterer Aufklärung hätten drängen müssen. Dabei müssen die Aktenfundstellen inhaltlich wiedergegeben werden. Die genaue Angabe der Seitenzahl der Fundstelle ist nicht nötig, aber hilfreich. Ein Beweisantrag muss nicht gestellt worden sein (dann gelten die Regelungen über abgelehnte Beweisanträge). Jedoch kann die Rüge trotz eines gestellten Beweisantrags erhoben werden, wenn sich ausgehend von dem Beweisantrag weitere Aufklärungsmöglichkeiten aufgedrängt hätten. In gewisser Weise kann mit der Aufklärungsrüge der festgestellte Sachverhalt angegriffen werden, was der Revision sonst gerade nicht erlaubt ist. Auch darf das Revisionsgericht hier ausnahmsweise die gesamten Akten heranziehen, da ja gerade die Rüge erhoben wird, der Tatrichter hätte trotz vorliegender Hinweise in den Akten bestimmte Beweismittel nicht herangezogen.

## Relativer Revisionsgrund
Nach § 337 Absatz 1 StPO kann die Revision grundsätzlich nur darauf gestützt werden, dass das angefochtene Strafurteil auf einer Verletzung des Gesetzes beruhe. Trotz Gesetzesverletzung ist daher kein Revisionsgrund gegeben, wenn ein Fehler gemacht worden ist, der offensichtlich keinen Einfluss auf die Entscheidung des Gerichts gehabt hat. Es muss demnach ein Kausalzusammenhang zwischen Gesetzesverletzung und Urteilsinhalt vorliegen. Hierfür reicht jedoch aus, dass das Strafurteil ohne die Gesetzesverletzung möglicherweise anders ausgefallen wäre. Das Ausreichen einer bloßen Möglichkeit ist vor allem für Verfahrensrügen, also auch für die Aufklärungsrüge, wichtig, weil sich der Einfluss von prozessualen Fehlern auf das Strafurteil zumeist nicht positiv feststellen, andererseits sich aber auch selten direkt ausschließen lässt. Für die Revisibilität des Verfahrensfehlers spielt es keine Rolle, ob den Tatrichter daran ein Verschulden trifft.